# Зуево (Краснодарский край)
Зуево — хутор в муниципальном образовании «город Армавир» Краснодарского края России. Входит в состав Заветного сельского округа.

## География
Хутор расположен в юго-восточной части края, на правом берегу реки Уруп, в 1 км к западу от станицы Советская Новокубанского района.

## История
Согласно Закону Краснодарского края от 1 апреля 2004 года № 684-КЗ хутор Зуево вошёл в состав образованного муниципального образования город Армавир.

## Население
| 2002 | 2010 | 2012 |
| ---- | ---- | ---- |
| 85   | ↘61  | ↗64  |

## Инфраструктура
Личное подсобное хозяйство.

## Транспорт
Просёлочные дороги и дорога местного значения «подъезд к х. Зуево».
Остановка общественного транспорта